# Cyclophora annularia
Cyclophora annularia là một loài bướm đêm thuộc họ Geometridae. Loài này được tìm thấy ở châu Âu.
Sải cánh dài 18–22 mm. Con trưởng thành bay từ tháng 5 đến tháng 8 tùy theo địa điểm.
Ấu trùng ăn lá của cây phong.

## Hình ảnh

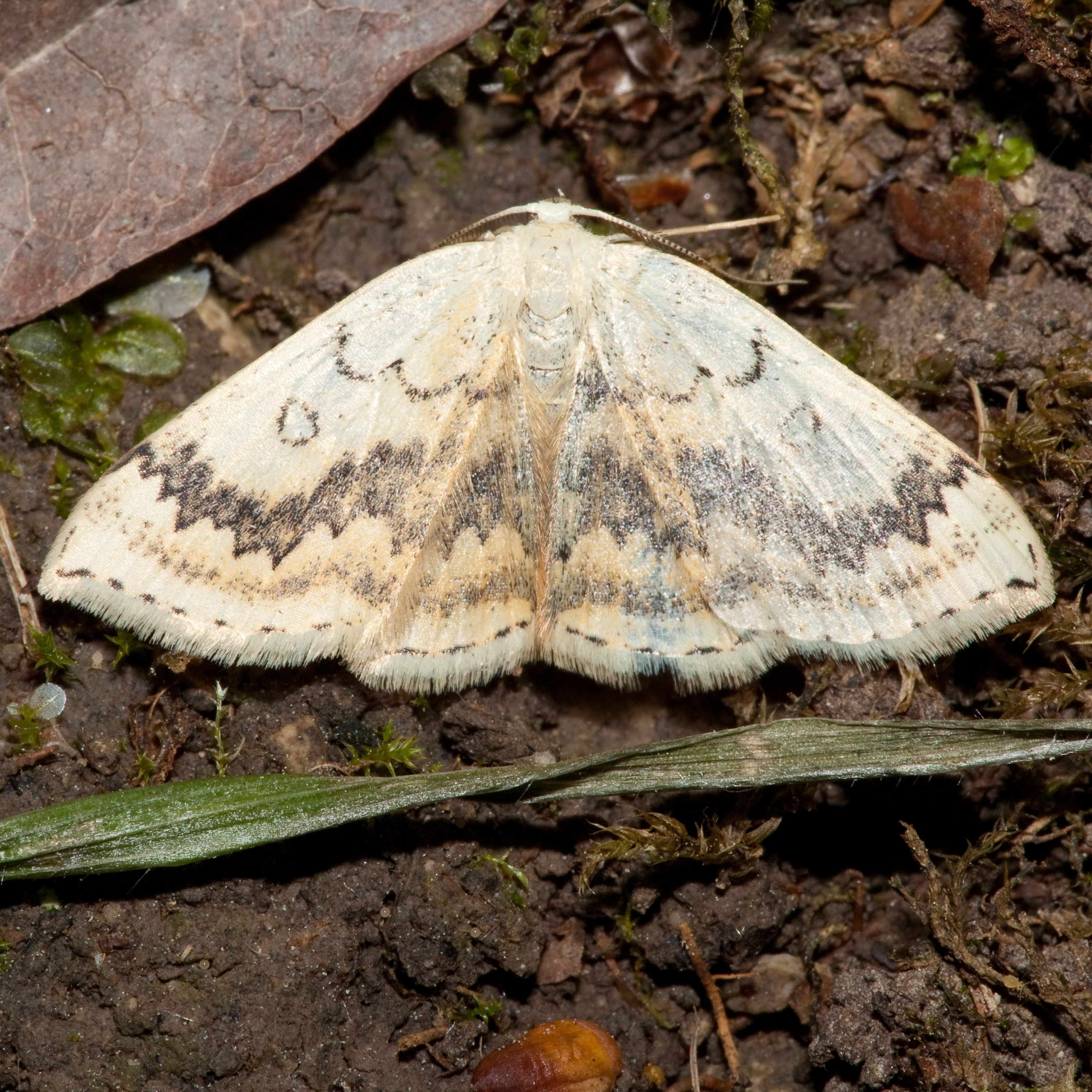
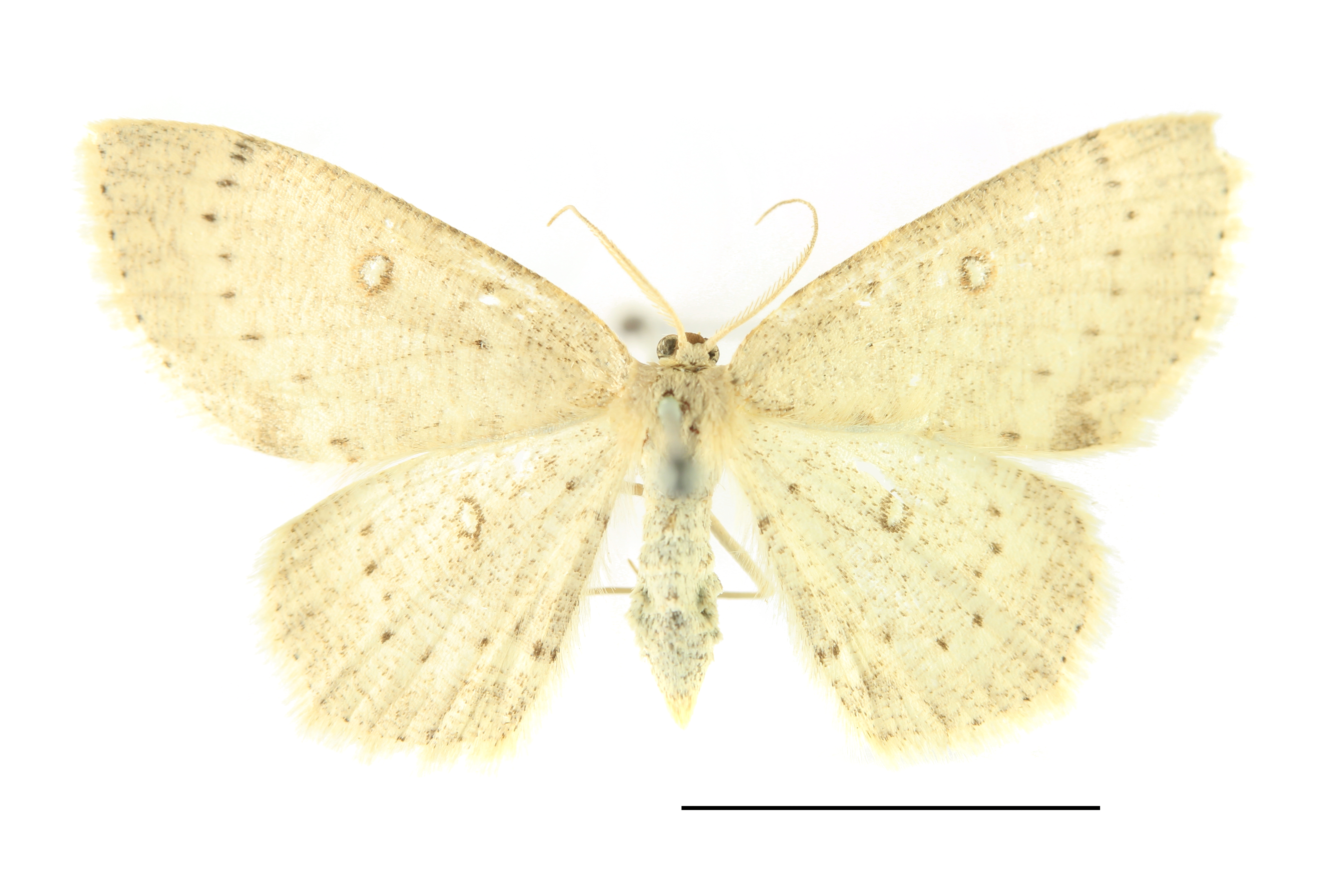
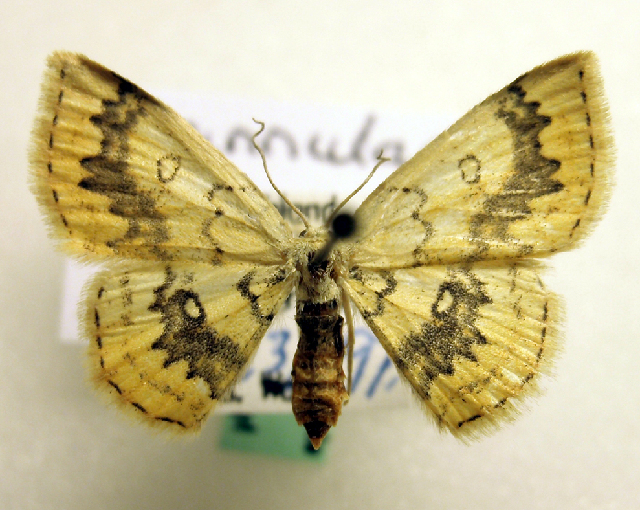
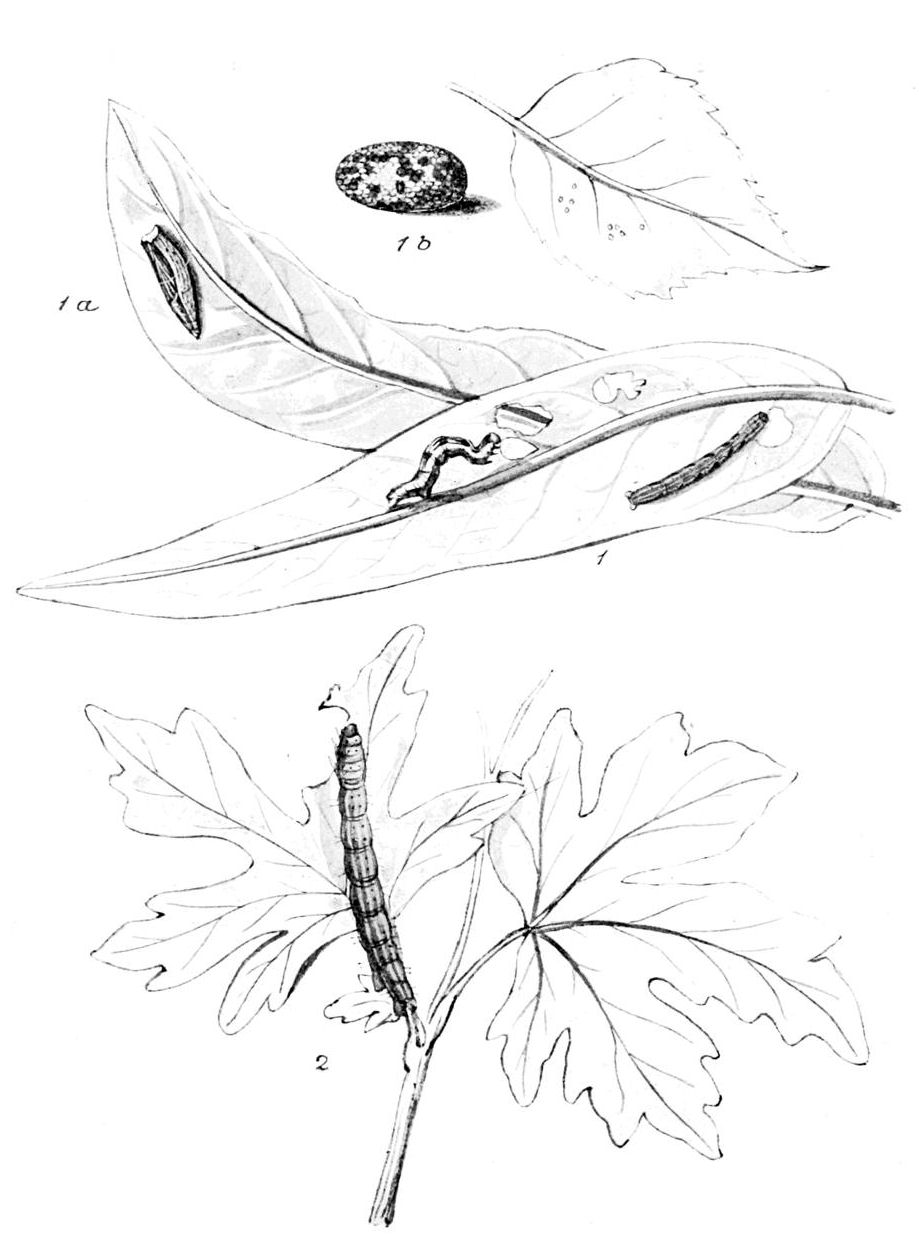